# New Jersey Turnpike

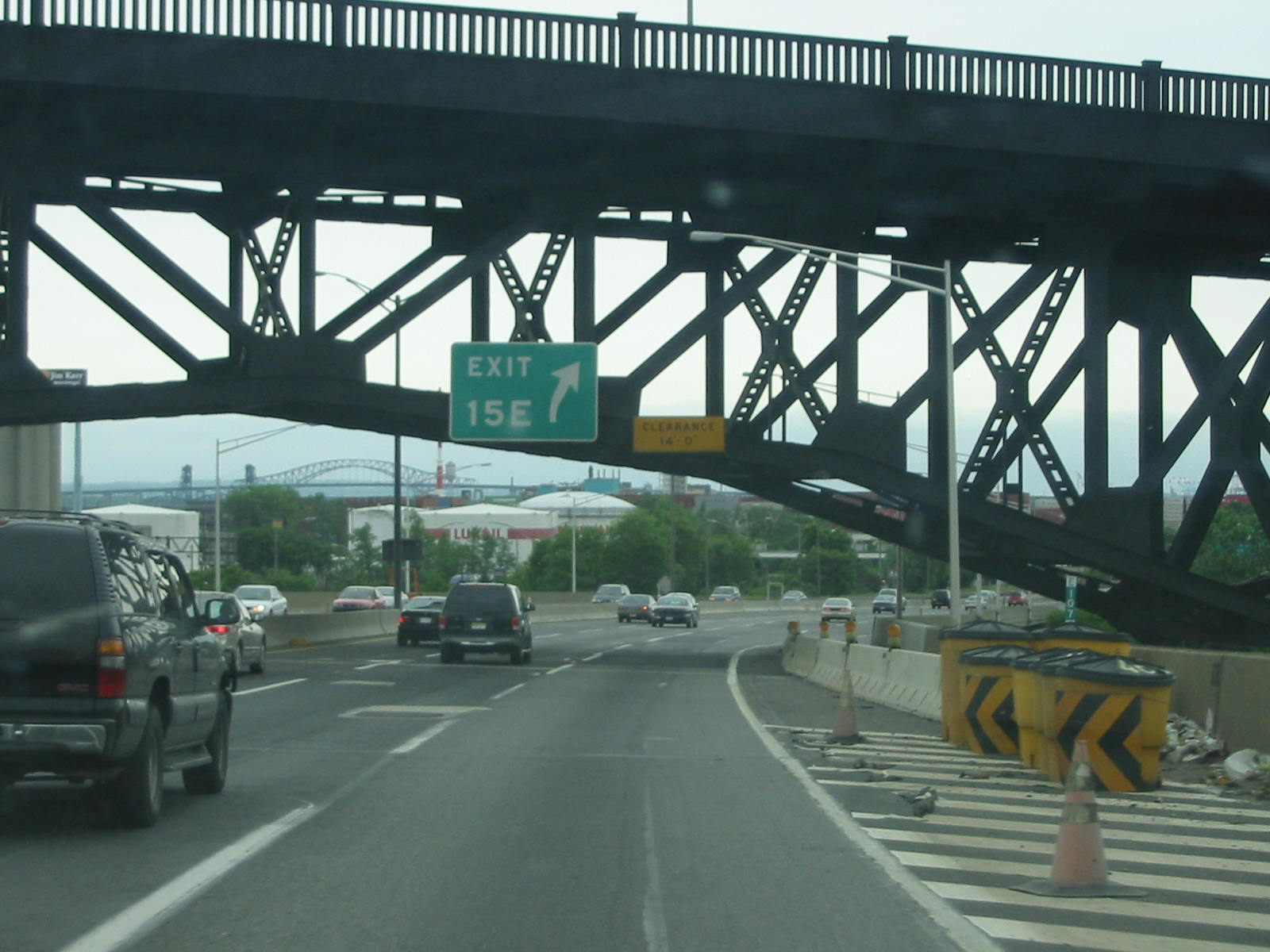
En bild av New Jersey Turnpike.

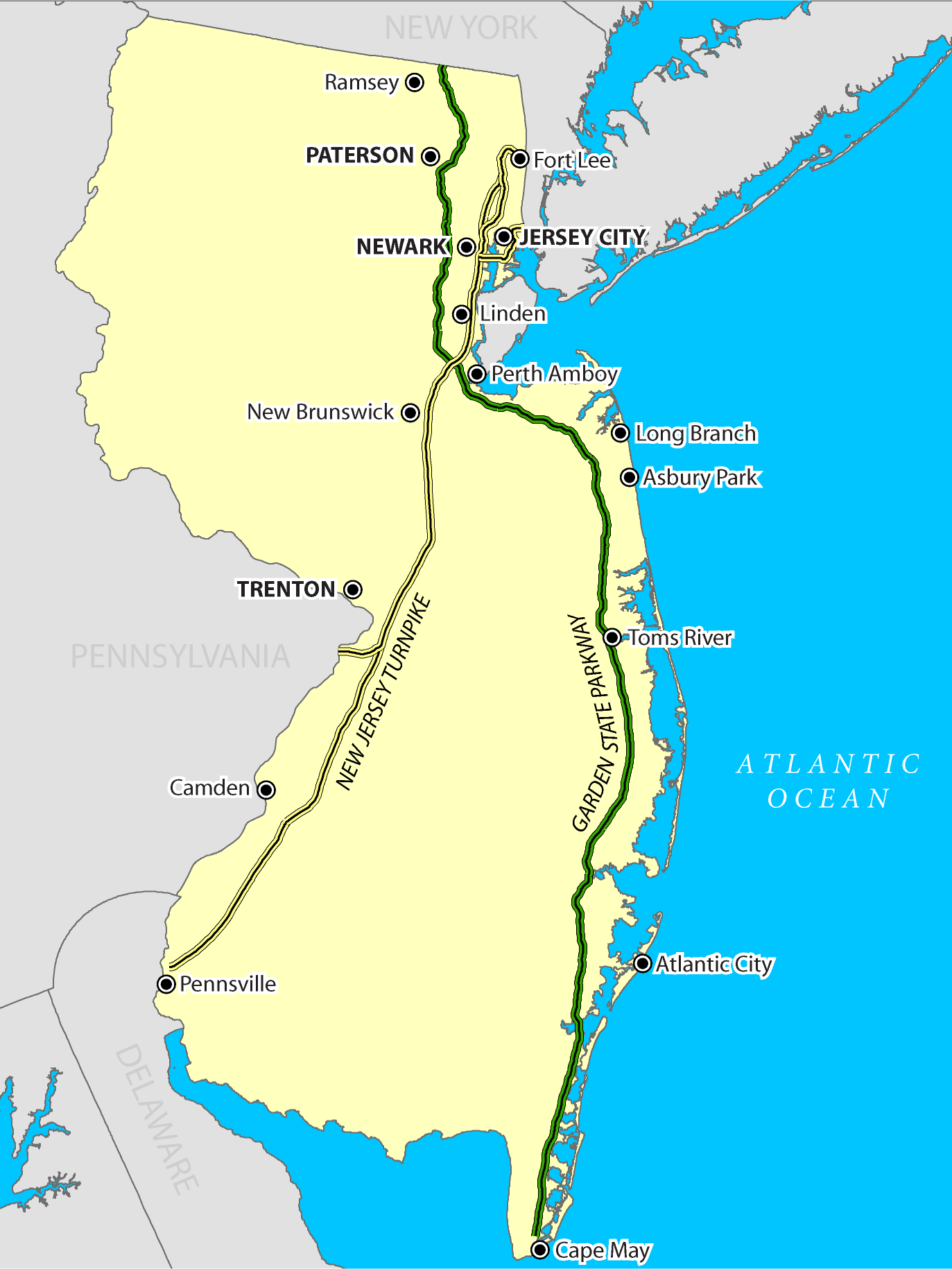
Karta över New Jersey Turnpikes och Garden State Parkways sträckning.

New Jersey Turnpike är en avgiftsbelagd motorväg i New Jersey, USA. Den går från de tätbebyggda områdena kring Newark till Trenton, där fortsätter den i Pennsylvania under namnet Pennsylvania Turnpike. New Jersey Turnpike är tillsammans med Garden State Parkway en av de största och viktigaste vägarna i New Jersey.